# Zograskop

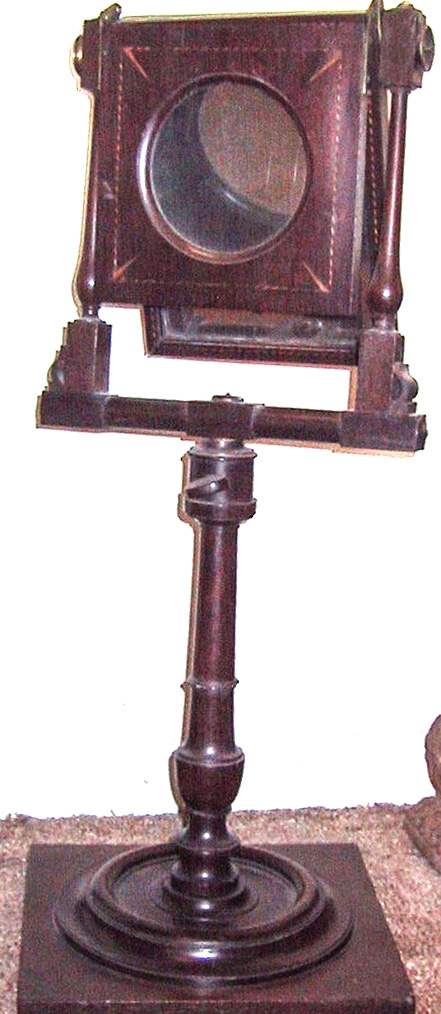
Velký stolní prohlížeč tisků (konec 18. století)

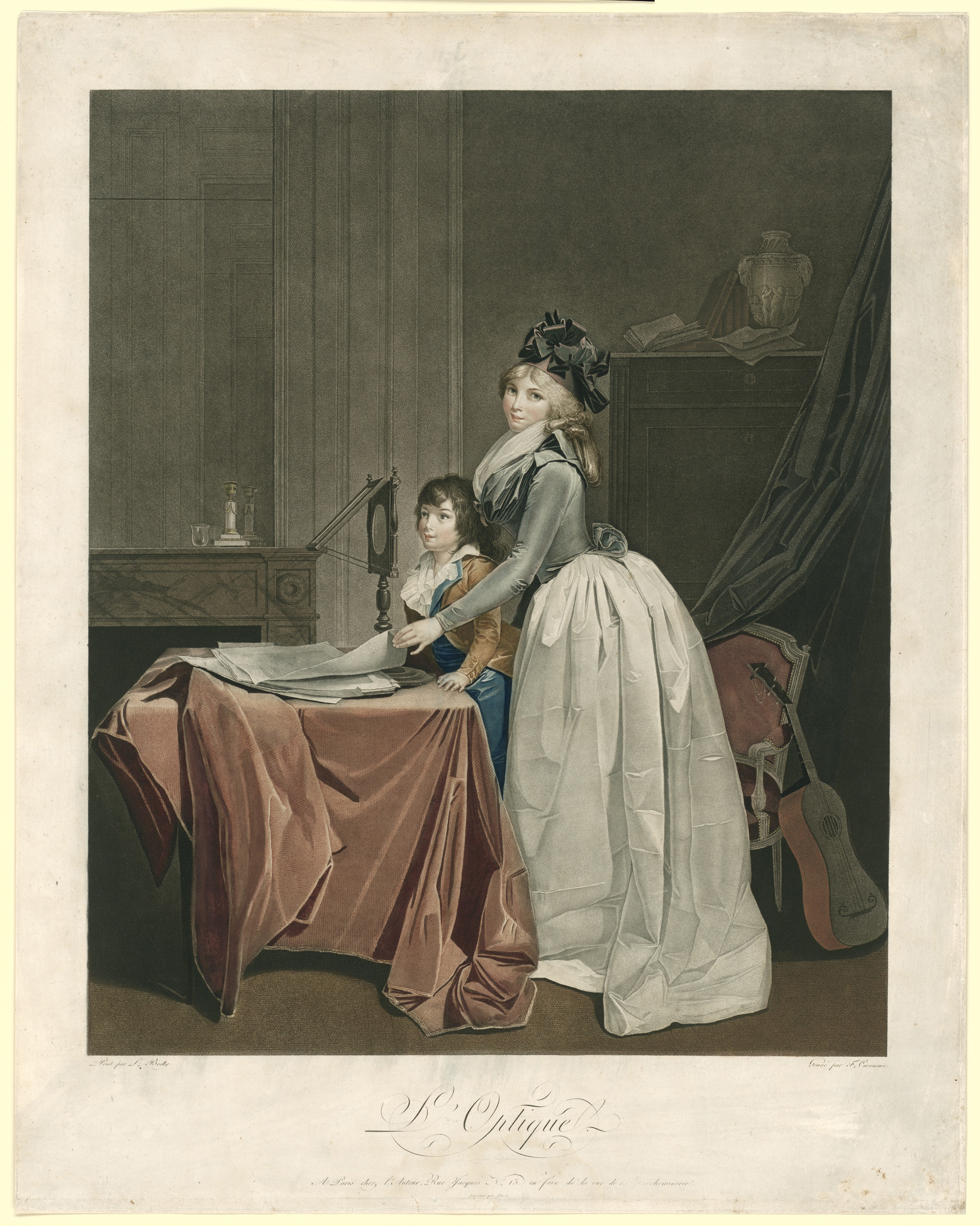
Použití zograskopu (portrét Dantonovy manželky a syna, rytina, J. F. Cazenave 1793)

Zograskop je optické zařízení, které slouží k prohlížení stereoskopických obrazů, dříve zvaných kukátkové obrázky. Zvyšuje pocit vnímání hloubky z plochy pozorovaného obrazu. Skládá se z otočného šikmého zrcadla s optickým objektivem a z dřevěného stojanu.
V praxi se lze setkat také s názvy diagonální zrcadlo, optický stroj s podpěrou, nebo diagonální optické zařízení. Autorovi těchto pojmenování, kterým je britský spisovatel a etymolog Michael Quinion (* 1943), se však tyto názvy nepodařilo oficiálně prosadit. V obchodech se starožitnostmi je často tento přístroj pod chybným označením zrcátko na holení.

## Historie
Zograskop byl vynalezen kolem roku 1750 v Anglii, kde byl označován jako optický úhlopříčkový přístroj. Ve Francii se používal pod názvem optiques. Původně zograskopy používali lidé trpící krátkozrakostí, a to z toho důvodu, že v 18. století nebylo zvykem nosit na veřejnosti brýle. Největší popularity se však dočkal v období 18. a první poloviny 19. století. Protože objektiv zograskopu zvyšuje vnímání trojrozměrné hloubky, stal se velmi brzy oblíbenou společenskou zábavou. Pozorovatelům sloužil především pro prohlížení tisků, které byly v tomto období velmi důležitým prostředkem při předávání informací. Zvláštní hodnotu měl pro cestovatele. Díky této oblibě byla později vyvinuta celá řada podobných optických zařízení (tzv. vues d’optique) přímo za účelem pozorování pomocí těchto optických přístrojů.

## Jak přístroj pracuje
Základní a zároveň nejefektivnější způsob sledování pomocí zograskopu je pro pozorovatele sedícího u stolu. Zrcadlo připevněné na podstavci musí být umístěno tak, aby byl objektiv v úrovni očí. Díky natočenému zrcadlu má pozorovatel možnost vidět zvětšený obraz tisku. Obrázky či tisky určené k pozorování zograskopem bývaly tištěny obráceně, aby mohly být správně čteny v odrazu tohoto zrcadla. Z tohoto důvodu jsou jednotlivé scény prezentovány v opačném pořadí a nápisy v horní části obrazu jsou napsány obráceně.
Při pozorování perspektivních zobrazení přes objektiv prohlížecího zařízení vzniká iluze hloubky. Podobné iluze vzdálenosti lze jednoduše dosáhnout i pomocí samostatně stojící konvexní čočky, která ovšem musí být větší než vzdálenost mezi dvěma lidskýma očima, tj. minimálně 10 cm. V případě, že je objektiv umístěn přímo před očima, pozorovatel vidí perspektivu přes dvě hrany, které fungují jako spektrum. Světelné paprsky se odráží od tisku tak, že jsou vnímány očima pozorovatele v paralelním směru. Mozek pak přijímá dva paralelní obrazy jako jeden, který je viděný z velké vzdálenosti. Důležitou funkcí objektivu tak tedy není jeho zvětšení, ale vytváření iluze hloubky teleskopického vidění.

## Perspektivní zobrazení
Z důvodu dosažení co největší iluze jsou všechna perspektivní zobrazení navržena podle přísné lineární perspektivy. Vzdálený objekt musí být umístěn v centru tisku. Velmi často se lze setkat s pohledem na ustupující ulici, protože všechny horizontální linie budov se sbíhají do jediného bodu. Stejně tak např. budova katedrály je velmi vhodným objektem. Naopak nejméně efektivní úhel pohledu je dolů kolmo k fasádě, nebo přední strana domů, protože z tohoto úhlu pohledu neexistuje žádný vliv perspektivy. V každém případě by měl být úhel pohledu na jakékoliv perspektivy širší než 46 stupňů, což odpovídá úhlu přirozeného vidění lidského oka.
Perspektivní zobrazení, která byla vyhotovena speciálně rytci, měla společné rysy ve způsobu provedení. Rytci kvůli zdůraznění perspektivy věnovali zvláštní pozornost přímkám v architektuře a zdůraznění vodorovných čar v budovách. Naopak věnovali malou pozornost detailu, textuře povrchu, nebo kontrastu mezi světlem a stínem. Z tohoto důvodu je velmi složité určit v těchto zobrazeních materiály, ze kterých jsou budovy postaveny. Hlavním cílem perspektivních zobrazení byla především jejich rozpoznatelnost. Umělecká kvalita se stala druhořadou záležitostí. Obrázky měly většinou horizontální formát o velikost 23 až 40 cm a byly převážně topografického charakteru. Nejčastěji se na nich objevovaly monumentální stavby jako radnice, kostely, paláce, nebo části měst jako brány, náměstí, ulice, přístavy atd. Velmi vzácně můžeme najít portréty, nebo zobrazení historických událostí.